# The Musketeers
Pour les articles homonymes, voir Les Trois Mousquetaires (homonymie).
The Musketeers est une série télévisée britannique, co-produite par BBC One et BBC America, en trente épisodes d'environ 55 minutes, créée par Jessica Pope et Adrian Hodges. Elle est librement basée sur le roman Les Trois Mousquetaires d'Alexandre Dumas. Les lieux de tournage de la série sont pour la plupart situés à Prague, en République tchèque.
La première diffusion s'est faite le 19 janvier 2014 au Royaume-Uni et depuis le 22 juin 2014 sur BBC America aux États-Unis.
Au Québec, la série est diffusée depuis le 28 janvier 2015 sur Séries+. En France, annoncée sur NT1, elle est diffusée dès le 3 juin 2015 sur TMC (saisons 1 et 2) puis à partir du 11 juillet 2016 sur NRJ 12.

## Synopsis
Dans la France du XVIIe siècle, l'histoire présente les aventures d'Athos, Porthos, Aramis et D'Artagnan, mousquetaires du Roi sous les ordres du capitaine de Tréville, qui déjouent les complots organisés par le cardinal de Richelieu, le comte de Rochefort et la mystérieuse Milady de Winter.

## Fiche technique
- Titre original : The Musketeers
- Titre québécois : Mousquetaires
- Création : Jessica Pope & Adrian Hodges
- Réalisation : Toby Haynes, Saul Metzstein, Richard Clark, Andy Hay, Farren Blackburn
- Musique : Murray Gold
- Producteur : Colin Wratten
  - Producteurs exécutifs : Adrian Hodges et Jessica Pope
- Sociétés de distribution : BBC One
- Pays d'origine :  Royaume-Uni  États-Unis  Canada
- Lieu de tournage : Prague,  République tchèque
- Langue originale : Anglais
- Format : Dolby Digital
- Genre : drame
- Durée : 60 minutes

## Distribution

### Acteurs principaux
- Luke Pasqualino (VF : Rémi Bichet) : D'Artagnan
- Tom Burke (VF : Joël Zaffarano) : Athos
- Santiago Cabrera (VF : Anatole de Bodinat) : Aramis
- Howard Charles (VF : Namakan Koné) : Porthos du Vallon
- Alexandra Dowling (VF : Leslie Lipkins) : Anne d'Autriche
- Ryan Gage (VF : Donald Reignoux) : Louis XIII
- Tamla Kari (VF : Caroline Mozzone) : Constance Bonacieux
- Hugo Speer (VF : Stefan Godin) : Jean-Armand du Peyrer, capitaine Tréville
- Maimie McCoy (VF : Marjorie Frantz) : Milady de Winter (principale saisons 1 et 2, invitée saison 3)
- Peter Capaldi (VF : Nicolas Marié) : Armand Jean du Plessis de Richelieu / le cardinal de Richelieu (principal saison 1)
- Marc Warren (VF : Cédric Dumond) : le Comte de Rochefort (principal saison 2)
- Rupert Everett (VF : Maurice Decoster) : Philippe Achille, le marquis de Feron (saison 3)
- Matthew McNulty (VF : Féodor Atkine) : Lucien Grimaud (saison 3)

### Acteurs récurrents
- Brian Pettifer (en) (VF : Pascal Casanova) : Poupart (saisons 1 et 2)
- Bo Poraj (VF : Serge Faliu) : Jacques-Michel Bonacieux (saisons 1 et 2)
- Charlotte Salt (VF : Laura Blanc) : Marguerite (saison 2)
- Matt Stokoe (en) (VF : Jean-François Aupied) : Capitaine Marcheaux (saison 3)
- Andre Flynn (VF : Stéphane Marais) : Gaston de France (saison 3)
- Thalissa Teixeira (VF : Sophie Riffont) : Sylvie Bodin (saison 3)
- Robby Fisher (VF : Maryne Bertiaux) : Le Dauphin (saison 3)
- Tom Morley : Cadet Brujon (saison 3)

### Invités

#### Saison 1
| - Oliver Cotton : Alexandre D'Artagnan (épisode 1) - Joe Wredden (VF : Hervé Lacroix) : Dujon (épisode 1) - Philip Brodie : Gaudet (épisode 1) - Chris Barnes : Fournier (épisode 1) - Emily Beecham (VF : Ludivine Maffren) : Adèle Bessett (épisode 1) - David Verrey : Raul Mendoza (épisode 1) - Nicholas McGaughey : Innkeeper (épisode 1) - Sean Cernow (VF : Cédric Dumond) : Felix (épisode 2) - Denise Gough (VF : Sybille Tureau) : Suzette (épisode 2) - Carl McCrystal : LeClerc (épisode 2) - Ian Barritt : Lavoie (épisode 2) - Jason Flemyng : Vadim (épisode 2) - Jim High : Thibault (épisodes 3 et 4) - James Callis : Emile Bonnaire (épisode 3) - Anna Skellern : Maria Bonnaire (épisodes 3 et 4) - Tomás Masopust : Remi Blacksmith (épisode 3) - John Warnaby : Paul Meunier (épisode 3) - Andres Williams (VF : Sébastien Ossard) : Leon (épisode 3) - Phoebe Fox (VF : Anne Tilloy) : Duchesse de Savoie (épisode 4) - Adrian Schiller : Gontard (épisode 4) - JJ Feild (VF : Sylvain Agaësse) : Marsac (épisode 4) - Peter-Hugo Daly : Vieux Serge (épisode 4) - Vincent Regan : Duc de Savoie (épisode 4) | - Daniel Rchichev : Louis Amadeus (épisode 4) - Simon Paisley Day : Cluzet (épisode 4) - Fiona Glascott (VF : Nathalie Bienaimé) : Flea (épisode 5) - Christophe Gilland : Jean de Mauvoisin (épisode 5) - Anton Lesser (VF : Guy Chapellier) : Emile de Mauvoisin (épisode 5) - Vaclav Chalupa : Le serviteur de De Mauvoisin (épisode 5) - Michael Jenn : Pasteur Ferrand (épisode 5) - Ashley Walters : Charon (épisode 5) - Tara Fitzgerald : Marie de Medicis (épisode 6) - Simon Merrells : Vincent (épisode 6) - Amy Nuttall (VF : Sandra Parra) : Agnès (épisode 6) - Ben Adams : Michel (épisode 6) - Curtis Matthew : Vicaire (épisode 6) - David Burke : Père Duval (épisode 6) - Richard Hawley (VF : Stéphane Fourreau) : Robert Baudin (épisode 7) - Alice Sanders (VF : Marie Tirmont) : Fleur Baudin (épisode 7) - Annabelle Wallis (VF : Laura Blanc) : Ninon de Larroque (épisode 7) - John Lynch : Luca Sestini (épisode 7) - Hannah Sharp : Tharase (épisode 7) - John Lightbody : Capitaine Trudeau (épisode 8) - Perry Fitzpatrick : Lambert (épisode 8) - Roger Ringrose : Comte Mallendorf (épisode 9) - Charlotte Hope (VF : Geneviève Doang) : Charlotte Mellendorf (épisode 9) - Alice Patten (VF : Caroline Victoria) : Helene (épisode 9) |

#### Saison 2
| - Dominic Mafham (VF : Olivier Destrez) : General De Foix (épisode 1) - Olivia Llewellyn : Lucie De Foix (épisode 1) - Andy Lucas : Alvarez (épisode 1) - Charlotte Salt (VF : Laura Blanc) : Marguerite (épisodes 2 à 4, 6 et 7, 9 et 10) - Stuart Bowman : Bruno Lemaitre (épisode 2) - Brian McCardie : Sebastian Lemaitre (épisode 2) - Micah Balfour (VF : Mohad Sanou) : Pierre Pepin (épisode 2) - Sandra Reid : Simone Pepin (épisode 2) - Christopher Fulford (VF : Stéphane Bazin) : Gus (épisode 2) - Chris Ryman : Antoine (épisode 2) - Anton Valensi : Didi (épisode 2) - Ed Stoppard : Lemay (épisodes 3 et 4, 7 à 9) - Will Keen (VF : Gabriel Le Doze) : Perales (épisodes 3 et 4) - Oliver Rix : Navas (épisodes 3 et 4) - Colin Salmon : Tariq (épisode 3) - Antonia Thomas (VF : Pamela Ravassard) : Samara (épisode 3) - Finbar Lynch (VF : Bertrand Dingé) : Baltasar (épisode 3) - John Harding : Allard (épisode 4) - Emma Lowndes (VF : Dorothée Pousséo) : Emilie (épisode 4) - Ellie Haddington : Josette (épisode 4) | - Marianne Oldham : Catherine (épisodes 5 et 9) - Miles Anderson : Renard (épisode 5) - Linzey Cocker : Jeanne (épisode 5) - Tristan Beint : Vicomte de la Prade (épisode 6) - Jessica Guise : Comtesse de Gagnon (épisode 6) - Nick Caldecott : Monsieur Fernel (épisode 6) - Nathan Wright (VF : Stéphane Fourreau) : Robert (épisode 6) - Leo Gregory (VF : Patrick Béthune) : Marmion (épisode 6) - Laurence Kennedy : Archbishop Jacqueme (épisode 7) - Perdita Weeks : Louise (épisode 7) - Nicholas Blane : Duc De Barville (épisode 7) - Liam Cunningham (VF : Jean-Louis Faure) : Belgard (épisode 8) - Emma Hamilton : Eleanor (épisode 8) - Steven Cree (VF : François Raison) : Levesque (épisode 8) - Ellie Bamber : Martine (épisode 8) - Phoebe Dynevor : Camille (épisode 8) - Philip Rowson : Villefort (épisodes 9 et 10) - Hara Yannas : Soeur Teresa Ben (épisode 9) - Peter Sullivan : Vargas (épisode 10) |

#### Saison 3
| - Matt Stokoe (VF : Jean-François Aupied) : Capitaine Marcheaux (épisodes 1 à 6 et 8 à 10) - Crispin Letts (VF : Philippe Roullier) : Magistrat Bellavoix (épisodes 1 à 2 et 9) - Chris Corrigan : Voisard (épisode 1) - Terence Beesley (VF : Gérard Darier) : Général Lantier (épisode 1) - Sam Clemmett (VF : Gabriel Bismuth-Bienaimé) : Luc (épisode 1) - Oliver Chris : Le Duc de Beaufort (épisode 2) - Francis Magee : Hubert (épisode 2) - Barry McCormick : Tourneur (épisode 2) - Ian Conningham : Nortier (épisode 2) - Jan Spanbauer : Le gardien de la grange (épisode 2) - Lisa McGrillis (VF : Marie-Christine Robert) : Joséphine (épisode 3) - Richard Dormer : Christophe (épisode 3) - Simon Startin (VF : Michel Laroussi) : Leopold (épisode 3) - Allan Corduner (VF : Patrick Osmond) : Van Laar (épisodes 4 et 5) - James Callis : Émile Bonnaire (épisode 4) - Harriet Thorpe (VF : Virginie Kartner) : Lady Françoise (épisode 4) - Olivia Poulet : Henrietta Marie (épisode 4) | - Sarah Smart : Caroline (épisode 4) - Michael Peavoy : Corelle (épisode 4) - David Pearse : Dube (épisode 4) - Laura Haddock (VF : Adeline Moreau) : Pauline (épisode 4) - Paul McGann : St Pierre (épisode 4) - Naomi Radcliffe (VF : Marie-Christine Robert) : Annabelle (épisode 5) - Stephen Walters (VF : Eric Legrand) : Borel (épisode 5) - Ernesto Cekan : Moreau (épisode 5) - Iain McKee : Joubert (épisode 5) - Lily Loveless (VF : Ludivine Maffren) : Elodie (épisodes 7 et 10) - Harry Melling (VF : Nathanel Alimi) : Bastien (épisode 7) - Fiona O'Shaughnessy (VF : Pauline de Meurville) : Juliette (épisode 7) - Meera Syal (VF : Odile Schmitt) : Theresa (épisode 7) - Matt Cross : Durand (épisode 7) - Philip Barantini (VF : Benjamin Gasquet) : Robert (épisode 7) - Robert Glenister : Le Duc de Lorraine (épisodes 8 et 9) - Tom McCall : Espoir (épisode 8) - Melanie Kilburn : Audrey (épisode 9) - Victoria Alcock (VF : Marie Colette) : Claudette (épisode 9) |

Doublage français
- - Société de doublage : Nice Fellow[7],[8]
  - Direction artistique : François Dunoyer[7],[8]

 Source et légende : version française (VF) sur RS Doublage et Doublage Séries Database

## Épisodes

### Première saison (2014)
1. Tous pour un… (Friends and Enemies)
2. Complot contre le roi (Sleight of Hand)
3. Le Convoyeur (Commodities)
4. Que justice soit faite (The Good Soldier)
5. Retrouvailles Explosives (The Homecoming)
6. Le Fils de l'ombre (The Exiles)
7. La Fleur du mal (A Rebellious Woman)
8. Duel pour l'honneur (The Challenge)
9. Complot contre la Reine (Knight Takes Queen)
10. La fin justifie les moyens (Musketeers Don't Die Easily)

### Deuxième saison (2015)
1. Retour en grâce (Keep Your Friends Close)
2. Caprice Royal (An Ordinary Man)
3. Le Bon Traître (The Good Traitor)
4. La Prophétesse (Emilie)
5. Notre seigneur et maître (The Return)
6. L'Éclipse funèbre (Through a Glass Darkly)
7. Alliances et mésalliances (A Marriage of Inconvenience)
8. Le Père prodigue (The Prodigal Father)
9. L'étau se resserre (The Accused)
10. Le Triomphe de la justice (Trial and Punishment)

### Troisième saison (2016)
1. Butin de guerre (Spoils of War)
2. Affamer Paris (The Hunger)
3. Frères d'armes (Brother in Arms)
4. Les Diamants de la Reine (The Queen's Diamonds)
5. L'Usurpateur (To Play the King)
6. Mort d'un héros (Death of a Hero)
7. L'Or des dupes (Fool's Gold)
8. Prisonniers de guerre (Prisoner of War)
9. Le Butin (The Prize)
10. Tous pour un (We Are the Garrison)

## Commentaire
En avril 2016, la BBC annonce qu'il n'y aura pas de quatrième saison.

## Autour de la série
Le tournage des épisodes a lieu en République tchèque, dans les environs de Prague.

## DVD et Blu-ray
- L'intégrale de la saison 1 est sortie en coffret 4 DVD et en coffret 3 Blu-ray le 1er septembre 2015 chez France Télévisions Distribution[11].
- L'intégrale de la saison 2 est sortie en coffret 4 DVD et en coffret 3 Blu-ray le 30 septembre 2015 chez France Télévisions Distribution.

## Différences d'intrigue avec l'œuvre originale
Si ce n'est les personnages, la série n'entretient pratiquement aucun rapport avec les romans d'Alexandre Dumas.
La série se déroule dans les années 1630, après le siège de La Rochelle qui est au cœur du roman. L'intrigue de nombreux épisodes tourne autour de l'opposition entre les royaumes de France et d'Espagne alors que c'est l'affrontement entre les royaumes de France et d'Angleterre qui est au cœur du roman.
Parmi les nombreuses divergences par rapport à l'historique des personnages dans les romans, on peut citer :
- L'assassinat du père de d'Artagnan et de M. Bonacieux ;
- L'intégration directe de la compagnie des mousquetaires du roi pour d'Artagnan sur décision royale alors qu'il l'intègre sur décision du cardinal de Richelieu après un passage par la compagnie des gardes de M. des Essarts ;
- Le mariage de Constance Bonacieux (veuve) avec d'Artagnan ;
- La nomination d'Athos à la tête de la compagnie des mousquetaires du roi ;
- La « réconciliation » de celui-ci avec Milady de Winter ;
- La mort de Richelieu est trop éloignée de celle de Louis XIII ;
- L'oubli de la naissance de Philippe d'Orléans ;
- L’assassinat de Gaston d'Orléans qui sera une figure majeure de la fronde ;
- L'absence totale de Mazarin ;
- Tréville et Aramis occupant des fonctions publiques de première importance;
- Lucien Grimaud est le laquais d'Athos dans l'œuvre originale alors que dans la saison 3 de la série, il est l'ennemi principal des héros.